# Wegameisen

Wegameisen mit Puppen

Die Wegameisen (Lasius) sind eine Gattung der Ameisen (Formicidae) aus der Unterfamilie der Schuppenameisen (Formicinae).
Sie kommen in holarktischer Verbreitung mit sicher über 100 Arten vor, in der Paläarktis leben davon etwa 60 Arten, die sich in fünf Untergattungen gliedern: Echte Wegameisen (Lasius sensu stricto), Cautolasius, Dendrolasius, Austrolasius und Chtonolasius. Nur die echten Wegameisen und Cautolasius sind zur selbständigen Koloniegründung fähig, die anderen drei Untergattungen sind temporäre Sozialparasiten.

## Merkmale
Die Vertreter der Wegameisen gehören zu den eher kleinen Ameisen in Mitteleuropa. Der vordere Teil des Mesosoma bis zum Propodeum ist sehr kurz und gedrungen.
Die Arbeiterinnen dieser Gattung besitzen oft nur schwach ausgeprägte Punktaugen (Ocelli), auch sind die Geißeln der Fühler kürzer als etwa bei den Waldameisen (Formica).

## Lebensweise
Wegameisen stellen weniger Ansprüche an ihre Umgebung als die Waldameisen und viele Arten sind in Mitteleuropa weit verbreitet.
Ihre Nahrung besteht meist zum großen Teil aus Honigtau, den Ausscheidungen der Blattläuse.

## Evolution
Arten, die man heute der Gattung Lasius zuordnet, zum Beispiel die der rezenten Schwarzen Wegameise (Lasius niger) zum Verwechseln ähnliche Lasius schifferdeckeri, lebten schon im Eozän vor ca. 40 bis 50 Millionen Jahren, wie Inklusenfunde in baltischem Bernstein zeigen.

## Systematik
Folgende 24 Arten sind in Mitteleuropa vertreten:
- Untergattung Echte Wegameisen (Lasius sensu stricto)
  - Fremde Wegameise (Lasius alienus) (Förster, 1850)
  - Lasius austriacus Schlick-Steiner, Steiner, Schödl und Seifert, 2003
  - Braune Wegameise (Lasius brunneus) (Latreille, 1798)
  - Zweifarbige Wegameise (Lasius emarginatus) (Oliver, 1792)
  - Vergessene Wegameise (Lasius neglectus) Van Loon, Boomsma & Andrasfalvy, 1990
  - Schwarze Wegameise (Lasius niger) (Linnaeus, 1758)
  - Lasius paralienus Seifert, 1992
  - Lasius platythorax  Seifert, 1991
  - Lasius psammophilus Seifert, 1992
- Untergattung Cautolasius
  - Gelbe Wiesenameise (Lasius flavus) (Fabricius, 1782)
  - Lasius myops Forel, 1894
- Untergattung Austrolasius
  - Lasius carniolicus Mayr, 1861
  - Lasius reginae Faber, 1967
- Untergattung Chtonolasius
  - Lasius balcanicus Seifert, 1988
  - Lasius bicornis (Förster, 1850)
  - Lasius citrinus Emery 1922
  - Lasius jensi Seifert, 1992
  - Lasius mixtus (Nylander, 1846)
  - Lasius sabularum (Bondroit, 1918)
  - Gelbe Schattenameise (Lasius umbratus) (Nylander, 1846)
- Untergattung Dendrolasius
  - Glänzendschwarze Holzameise (Lasius fuliginosus) (Latreille, 1798)

Eine weitere Art aus dem Mittelmeerraum ist Lasius balearicus Talavera, Espadaler & Vila, 2014.

### Synonyme
Folgende Namen sind Synonyme für die Gattung Lasius:
- Donisthorpea Morice & Durrant, 1914
- Formicina Shuckard, 1840